# Agonistiker
Als Agonistiker (lateinisch agonistici, von altgriechisch ἀγών agṓn, deutsch ‚Kampf‘) oder Soldaten Christi wurde eine Untergruppe der Donatisten bezeichnet. Ihre Gegner nannten sie Circumcellionen (nach Augustinus von Hippo, weil sie circum cellas ‚um die Märtyrerkapellen/Vorratshäuser‘ herumstreunten). Theodora Büttner verwendet in ihrer Arbeit über Circumcellionen den Begriff Agonisten. Sie bildeten gewalttätige Gruppen, die auch wegen ihrer Brutalität bekannt wurden.

## Entstehung und Handeln
Die Agonistiker erschienen erstmals in den Dreißigerjahren des 4. Jahrhunderts. Sie verbanden sozialen mit religiösem Protest. Um das biblische Gleichheitsprinzip zu realisieren, schlossen sie sich den ebenfalls antirömischen Donatisten an und bildeten paramilitärische Gruppen, die die nordafrikanische Landschaft durchstreiften. Sie verwendeten anfangs keine Schwerter, sondern Knüppel, mit denen sie ihre Opfer zusammenschlugen und dann sterben ließen.
Ausgelöst wurde ihre Bewegung durch einen Armutsaufstand der Kolonen im Jahr 320. Ursprünglich rekrutierten sich die Gruppierung aus einfachen Bewohnern (Soziale Differenzierung), insbesondere in der römischen Provinz Numidia (Numidien), die um die Jahre 340 bis 350, wegen ihres Umherschweifens in der Nähe ihrer Hütten, circum cellas von Vertretern der Alten Kirche so charakterisiert wurden. Obgleich die Bewegung ursprünglich einen sozialkämpferischen Aspekt auswies, sie wandte sich gegen die reichen Grundbesitzer, verbanden sie sich aber bald mit den schismatischen Donatisten. Sie nannten sich selbst „Heilige“ und ihre Führer „Häupter der Heiligen“ und wurden darauf eingeschworen, jedes mögliche wahrgenommene Unrecht mit einer Art Gegenterror zu verfolgen. Sie sahen die Regierung, die Grundbesitzer, die Geldverleiher und die besitzende Klasse als Mittel des Teufels an, um die Heiligen Gottes wie die Armen im Allgemeinen zu verfolgen, ebenso Großbauern, die arme Landarbeiter unterdrückten. Die Circumcellionen durchzogen, anfangs zunächst nur mit Knütteln bewaffnet mit ihrer Losung, Deo laudes durch die Region, sie verübten viele brutale Gewalttaten und suchten in ihrer Wut sogar gewaltsamen Tod durch Selbstmord.
Als besondere Gegner sahen sie die Alte Kirche. Bei ihren Überfällen konzentrierten sie sich insbesondere auf katholisch-orthodoxe Geistliche, deren Häuser sie ausplünderten, die sie blendeten, indem sie ihnen ungelöschten Kalk in die Augen streuten, und zur Wiedertaufe zwangen. Auch die katholisch-orthodoxen Laien, Männer, Frauen und Kinder, wurden verfolgt, Kirchen geschändet und Altäre zerstört.
Es wird überliefert, dass die Circumcellionen Wagen auf den Landstraßen anhielten, die Besitzer herausholten und sie zum Gehen zwangen, während ihre Sklaven im Wagen den Herrenplatz einnahmen.
Die andere Seite der Circumcellionen war ihre Märtyrerverehrung sowie das Streben nach dem Martyrium. Sie tanzten nachts an den Gräbern ihrer Märtyrer. Jeder Circumcellione hoffte und betete, selbst den Märtyrertod erleiden zu dürfen. Die Circumcellionen suchten den Tod, da sie glaubten, Gottes Werk auszuführen und so die Märtyrerkrone beanspruchen zu können. Manche gingen so weit, voll ausgerüstete römische Legionäre anzugreifen oder sich als letzten Ausweg von Stadtmauern oder Felsklippen zu stürzen. An einer Felsgruppe in Zentralnumidien gibt es eine Reihe mit Namen und Todestag gekennzeichneter Felsen, von denen sich Circumcellionen auf der Suche nach dem Martyrium gestürzt haben.
Je nach Standpunkt gelten die Circumcellionen als erste „christliche revolutionäre Gruppe“, die öffentlich eine Beseitigung und Überwindung der bestehenden ungerechten Gesellschaftsordnung anstrebte, oder als fanatische religiöse Terroristen. Die kompromisslose Gewaltbereitschaft und -anwendung der Circumcellionen und die daraus resultierende allgemeine Rechtsunsicherheit machte eine rein theologische Auseinandersetzung zwischen Donatisten und Katholisch-Orthodoxen unmöglich.
Die Circumcellionen überlebten die Verfolgung durch Römer und Vandalen. Ihre Geschichte verliert sich in der islamischen Epoche.